# Мацумото Такеакі
Мацумото Такеакі (яп. 松本 刚 明); нар. 25 квітня 1959, Токіо, Японія) — японський політичний діяч. Член Демократичної партії. Міністр закордонних справ Японії з 9 березня до 2 вересня 2011.

## Біографія
Уродженець Токіо, випускник Токійського університету, він був обраний до Палати представників у перший раз в 2000 році після невдалої спроби, як незалежний в 1996 році.
Мацумото є праправнуком Іто Хіробумі, першого прем'єр-міністра Японії. Батько Мацумото, Дзюро Мацумото, був відомим членом Ліберально-демократичної партії і був главою Управління національної оборони з серпня 1989 до лютого 1990 року.
9 березня 2011 зайняв посаду міністра закордонних справ в кабінеті Наото Кана. 2 вересня того ж року покинув пост міністра закордонних справ Японії.